# Porsche 997

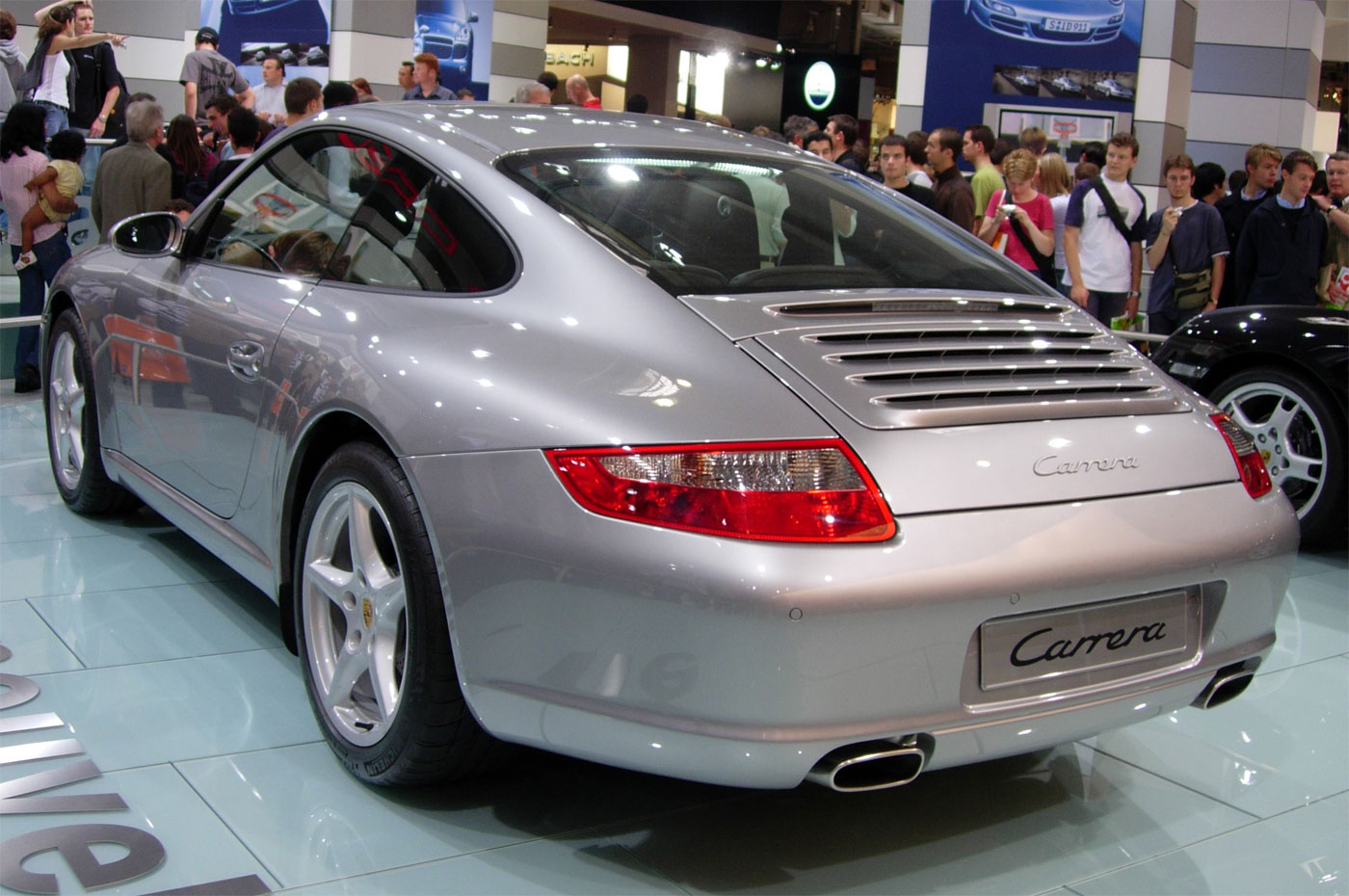
Porsche 997 Carrera

Porsche 997 är en sportbil, tillverkad av den tyska biltillverkaren Porsche mellan 2004 och 2013.

## Porsche 997

### Carrera
997 Carrera är grundmodellen i 911 (997)-serien. Den drivs av en 3,6 liters 6 cylindrig bakmonterad boxermotor som utvecklar en effekt på 325 hk. 997 Carrera finns också som cabrioletversion med enda skillnaden i accelerationen som försämras till 5,2 sekunder till 100 km/h. Dessutom tillverkas en fyrhjulsdriven version som även denna finns som cabriolet.
Till modellåret 2009 genomgick 997:an en uppdatering. Utvändigt  fick fronten en lätt modifiering, och belysningen fick LED-teknik. Automatlådan Tiptronic ersattes av en sjuväxlad dubbelkopplingslåda, kallad PDK. Motorn fick direktinsprutning, vilket höjer effekten till 345 hk, och ger även minskad bränsleförbrukning och avgasutsläpp.

### Carrera S
997 Carrera S är en sportigare version av 997 Carrera. Motorns cylindervolym har ökat till 3,8 liter vilket ger en effekt på 355 hk. Modellen såldes även med ett trimkit som höjer effekten till 381 hk. Det finns också en cabrioletversion, en fyrhjulsdriven version och en fyrhjulsdriven cabrioletversion.
Även Carrera S uppdaterades 2009. Med direktinsprutning ger motorn 385 hk.

### Targa
997 Targa är den näst senaste modellen i Targaserien. Den finns i två versioner, Targa 4 (3,6-liter boxersexa) och Targa 4S (3,8-liters boxersexa).

### Turbo
997 Turbo  har en 3,6 liters bakmonterad 6 cylindrig boxermotor precis som den vanliga Carreran. Skillnaden är att 997 Turbo har en dubbelturbo som ökar effekten till 480 hk.
På bilsalongen i Frankfurt i september 2009 visade Porsche 2010 års modell av 997 Turbo, uppdaterad på samma sätt som Carrera-modellerna. Bilen fick en större motor med direktinsprutning och PDK-växellådan blev tillgänglig även i Turbon. Utvändigt märktes modifierad front och belysning med LED-teknik.

### Tekniska data
| Porsche 997:                   | 911 Carrera (2004-2008) | 911 Carrera S (2004-2008) | 911 Carrera (2009-2012) | 911 Carrera S (2009-2012) | 911 Turbo (2006-09) | 911 Turbo (2010-2013) |
| ------------------------------ | --- | --- | --- | --- | --- | --- |
| Motor:                         | 6-cyl boxermotor | 6-cyl boxermotor | 6-cyl boxermotor | 6-cyl boxermotor | 6-cyl boxermotor med turbo | 6-cyl boxermotor med turbo |
| Cylindervolym:                 | 3596 cm³ | 3824 cm³ | 3614 cm³ | 3800 cm³ | 3600 cm³ | 3800 cm³ |
| Borrning x slaglängd:          | 96,0 x 82,8 mm | 99,0 x 82,8 mm | | | 100,0 x 76,4 mm | |
| Max effekt vid varvtal:        | 325 hk vid 6 800 v/min | 355 hk vid 6 600 v/min Tillval: 381 hk vid 7 200 v/min | 345 hk vid 6 500 v/min | 385 hk vid 6 500 v/min | 480 hk vid 6 000 v/min | 500 hk vid 6 000 v/min |
| Max vridmoment vid varvtal:    | 370 Nm vid 4 250 v/min | 400 Nm vid 4 600 v/min Tillval: 415 Nm vid 5 500 v/min | 390 Nm vid 4 400 v/min | 420 Nm vid 4 400 v/min | 620 Nm vid 1950-5000 v/min Overboost: 680 Nm vid 2100-4000 v/min | 650 Nm vid 1950-5000 v/min Overboost: 700 Nm vid 2100-4000 v/min |
| Kompression:                   | 11,3 : 1 | 11,8 : 1 | 12,5 : 1 | 12,5 : 1 | 9,0 : 1 | 9,8 : 1 |
| Ventilstyrning:                | Dubbla överliggande kamaxlar per cylinderrad, variabla ventiltider | Dubbla överliggande kamaxlar per cylinderrad, variabla ventiltider | Dubbla överliggande kamaxlar per cylinderrad, variabla ventiltider | Dubbla överliggande kamaxlar per cylinderrad, variabla ventiltider | Dubbla överliggande kamaxlar per cylinderrad, variabla ventiltider | Dubbla överliggande kamaxlar per cylinderrad, variabla ventiltider |
| Kylning:                       | Vätskekylning | Vätskekylning | Vätskekylning | Vätskekylning | Vätskekylning | Vätskekylning |
| Kraftöverföring:               | Carrera, S: 6-växlad växellåda, bakhjulsdrift Carrera 4, 4S, och Turbo: 6-växlad växellåda, fyrhjulsdrift Tillval på samtliga (2004-2008): 5-stegs automatlåda (Tiptronic S) Tillval från 2009: 7-växlad växellåda med dubbelkoppling (PDK) | Carrera, S: 6-växlad växellåda, bakhjulsdrift Carrera 4, 4S, och Turbo: 6-växlad växellåda, fyrhjulsdrift Tillval på samtliga (2004-2008): 5-stegs automatlåda (Tiptronic S) Tillval från 2009: 7-växlad växellåda med dubbelkoppling (PDK) | Carrera, S: 6-växlad växellåda, bakhjulsdrift Carrera 4, 4S, och Turbo: 6-växlad växellåda, fyrhjulsdrift Tillval på samtliga (2004-2008): 5-stegs automatlåda (Tiptronic S) Tillval från 2009: 7-växlad växellåda med dubbelkoppling (PDK) | Carrera, S: 6-växlad växellåda, bakhjulsdrift Carrera 4, 4S, och Turbo: 6-växlad växellåda, fyrhjulsdrift Tillval på samtliga (2004-2008): 5-stegs automatlåda (Tiptronic S) Tillval från 2009: 7-växlad växellåda med dubbelkoppling (PDK) | Carrera, S: 6-växlad växellåda, bakhjulsdrift Carrera 4, 4S, och Turbo: 6-växlad växellåda, fyrhjulsdrift Tillval på samtliga (2004-2008): 5-stegs automatlåda (Tiptronic S) Tillval från 2009: 7-växlad växellåda med dubbelkoppling (PDK) | Carrera, S: 6-växlad växellåda, bakhjulsdrift Carrera 4, 4S, och Turbo: 6-växlad växellåda, fyrhjulsdrift Tillval på samtliga (2004-2008): 5-stegs automatlåda (Tiptronic S) Tillval från 2009: 7-växlad växellåda med dubbelkoppling (PDK) |
| Bromsar:                       | Ventilerade skivbromsar, ABS Tillval på Carrera, standard på Turbo: keramiska skivbromsar, ABS | Ventilerade skivbromsar, ABS Tillval på Carrera, standard på Turbo: keramiska skivbromsar, ABS | Ventilerade skivbromsar, ABS Tillval på Carrera, standard på Turbo: keramiska skivbromsar, ABS | Ventilerade skivbromsar, ABS Tillval på Carrera, standard på Turbo: keramiska skivbromsar, ABS | Ventilerade skivbromsar, ABS Tillval på Carrera, standard på Turbo: keramiska skivbromsar, ABS | Ventilerade skivbromsar, ABS Tillval på Carrera, standard på Turbo: keramiska skivbromsar, ABS |
| Hjulupphängning fram:          | Undre tvärlänkar, McPhersonben, skruvfjädrar, krängningshämmare | Undre tvärlänkar, McPhersonben, skruvfjädrar, krängningshämmare | Undre tvärlänkar, McPhersonben, skruvfjädrar, krängningshämmare | Undre tvärlänkar, McPhersonben, skruvfjädrar, krängningshämmare | Undre tvärlänkar, McPhersonben, skruvfjädrar, krängningshämmare | Undre tvärlänkar, McPhersonben, skruvfjädrar, krängningshämmare |
| Hjulupphängning bak:           | Multilänkaxel, skruvfjädrar, krängningshämmare | Multilänkaxel, skruvfjädrar, krängningshämmare | Multilänkaxel, skruvfjädrar, krängningshämmare | Multilänkaxel, skruvfjädrar, krängningshämmare | Multilänkaxel, skruvfjädrar, krängningshämmare | Multilänkaxel, skruvfjädrar, krängningshämmare |
| Kaross:                        | Carrera: självbärande stålkaross med hastighetsberoende bakspoiler Turbo: självbärande stålkaross med fast bakspoiler | Carrera: självbärande stålkaross med hastighetsberoende bakspoiler Turbo: självbärande stålkaross med fast bakspoiler | Carrera: självbärande stålkaross med hastighetsberoende bakspoiler Turbo: självbärande stålkaross med fast bakspoiler | Carrera: självbärande stålkaross med hastighetsberoende bakspoiler Turbo: självbärande stålkaross med fast bakspoiler | Carrera: självbärande stålkaross med hastighetsberoende bakspoiler Turbo: självbärande stålkaross med fast bakspoiler | Carrera: självbärande stålkaross med hastighetsberoende bakspoiler Turbo: självbärande stålkaross med fast bakspoiler |
| Spårvidd fram/bak:             | Carrera: 1486/1534 mm Carrera 4: 1486/1516 mm | 1488/1548 mm | 1486/1530 mm Carrera 4: 1486/1516 mm | 1488/1545 mm Carrera 4S: 1488/1548 mm | 1490/1548 mm | 1490/1548 mm |
| Hjulbas:                       | 2350 mm | 2350 mm | 2350 mm | 2350 mm | 2350 mm | 2350 mm |
| Fälgar, däck:                  | Carrera: Fram: 8Jx18 med 235/40 ZR18 Bak: 10Jx18 med 265/40 ZR18 Carrera 4: Fram: 8Jx19 med 235/35 ZR19 Bak: 11Jx19 med 295/30 ZR19 | Carrera S: Fram: 8Jx19 med 235/35 ZR19 Bak: 11Jx19 med 295/30 ZR19 Carrera 4S: Fram: 8Jx19 med 235/35 ZR19 Bak: 11Jx19 med 305/30 ZR19 | Carrera: Fram: 8Jx18 med 235/40 ZR18 Bak: 10Jx18 med 265/40 ZR18 Carrera 4: Fram: 8Jx18 med 235/40 ZR18 Bak: 11Jx18 med 295/35 ZR18 | Carrera S: Fram: 8Jx18 med 235/40 ZR18 Bak: 11Jx18 med 295/35 ZR18 Carrera 4S: Fram: 8Jx19 med 235/35 ZR19 Bak: 11Jx19 med 305/35 ZR19 | Fram: 8,5Jx19 med 235/35 ZR19 Bak: 11Jx19 med 305/30 ZR19 | Fram: 8,5Jx19 med 235/35 ZR19 Bak: 11Jx19 med 305/30 ZR19 |
| Längd x bredd x höjd:          | Carrera:4427 x 1808 x 1310 mm Carrera 4: 4427 x 1808 x 1300 mm | Carrera S: 4427 x 1852 x 1310 mm Carrera 4S: 4427 x 1852 x 1300 mm | Carrera:4435 x 1808 x 1310 mm Carrera 4: 4435 x 1808 x 1300 mm | Carrera S:4435 x 1852 x 1310 mm Carrera 4S: 4435 x 1852 x 1300 mm | 4450 x 1852 x 1300 mm | 4450 x 1852 x 1300 mm |
| Tomvikt:                       | 1495 kg | 1550 kg | 1490 kg | 1500 kg | 1660 kg | 1645 kg/1670 kg |
| Topphastighet:                 | 285 km/h | 293 km/h 300 km/h | 289 km/h | 302 km/h | 310 km/h | 312 km/h |
| Acceleration 0 – 100 km/h:     | 5,0 s | 4,8 s/4,6 s | 4,9 s | 4,7 s | 3,9 s/3,7 s | 3,6 s/3,2 s |
| Bränsleförbrukning per 100 km: | 11,0 l | 11,5 l/12,0 l | 9,6 l | 10,3 l | 12,8 l/13,6 l | 11,6 l/11,4 l |

## Porsche 997 GT

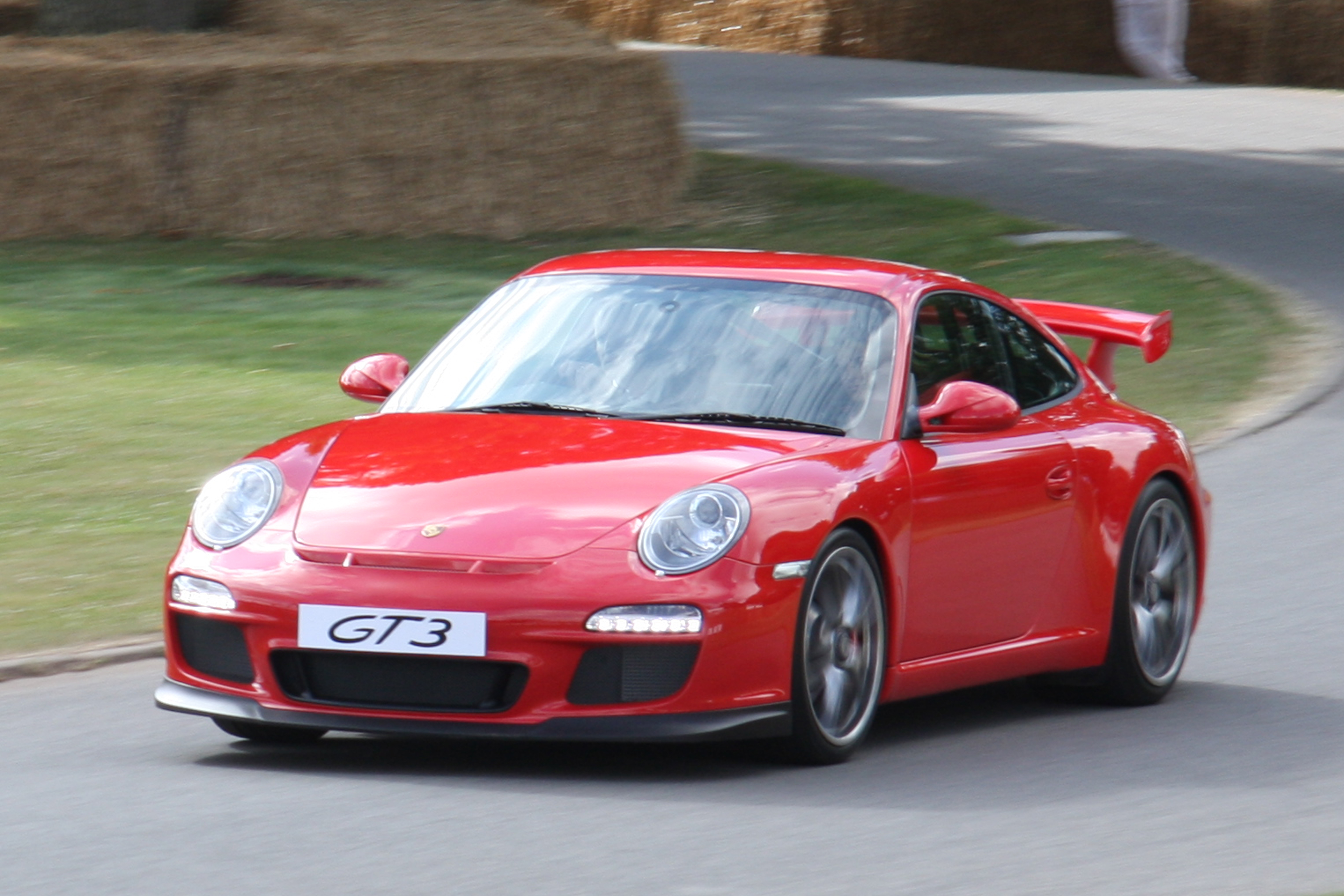
Porsche 997 GT3 (2009)

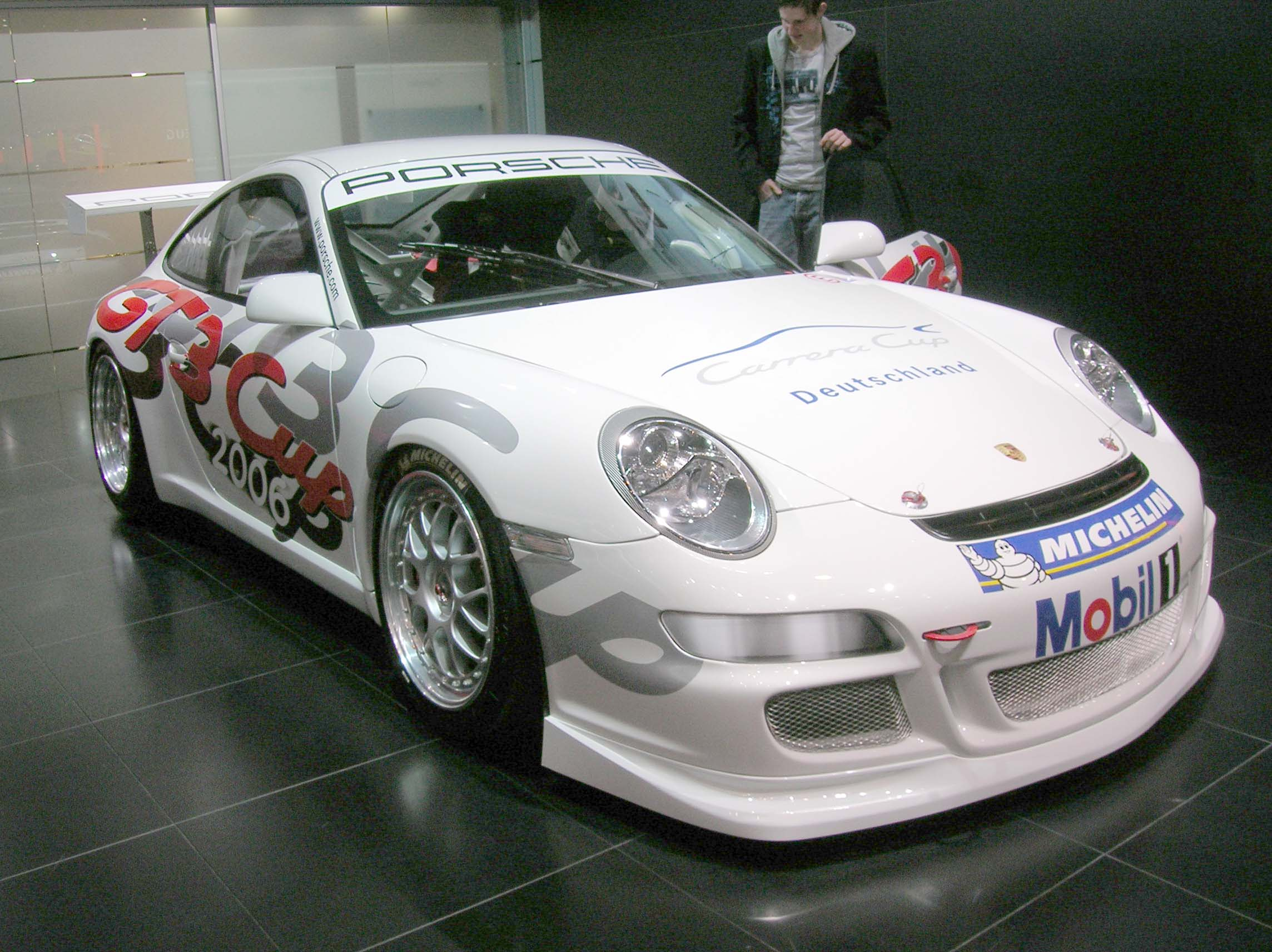
Porsche 997 GT3 Cup (2006)

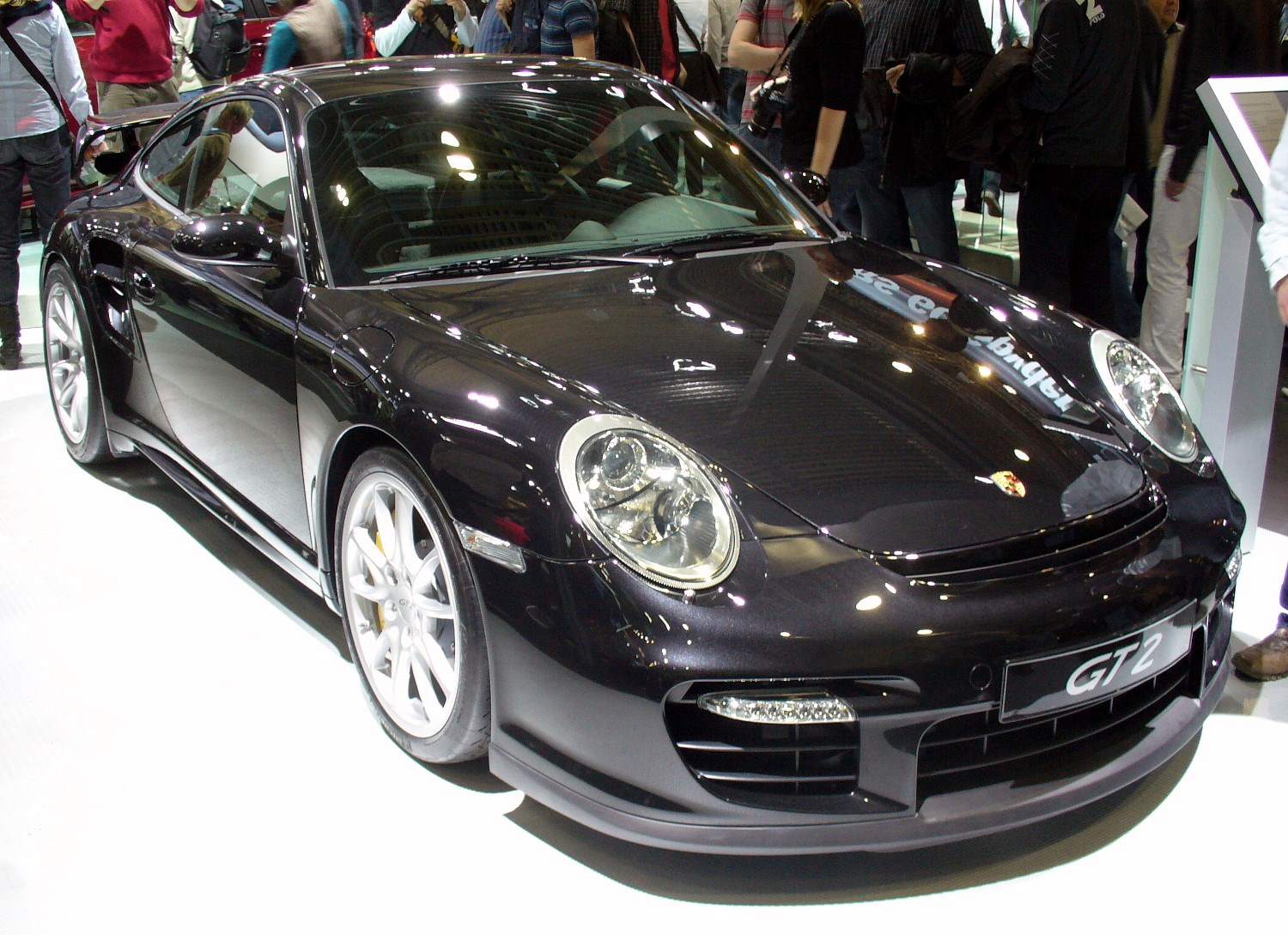
Porsche 997 GT2 (2006)

### GT3
997 GT3 är Porsches gatracer. Den drivs av en 3,6 liters boxersexa som utvecklar 415 hk. Finns även som "RS-version", i vilken vikten är reducerad för bättre prestanda.
GT3 är bestyckad med sugmotor, traditionsenligt. 
Under våren 2009 genomgick GT3:an samma uppdatering som övriga 997:or. Motorn förstorades till 3,8 liter och till skillnad från Carrera-modellerna behöll den sin indirekta bränsleinsprutning.

### GT2
997 GT2 har dubbla turboaggregat och en 3,6 liters boxersexa. Motorn genererar 530 hk vid 6 500 rpm. Den skiljer sig något från turbomodellen när det gäller karossen och är endast bakhjulsdriven. GT2 introducerades i november 2007. 
997 GT2 RS 
Introducerades 2011 i en begränsad upplaga med 620 hk, 70 kilo lättare än ”vanliga” GT2, vilken har avverkat varvtiden på Nürburgrings nordslinga på respektingivande 7.18.  Grundpriset i Europa låg på 199,500€

### Tekniska data
| Porsche 997:                   | 911 GT3 (2006-2008)                                                                             | 911 GT3 (2009-2012)                                                                             | 911 GT3 RS                                                                                      | 911 GT2 (2007-2010)                                                                             | 911 GT2 RS (2011-2012)                                                                          |
| ------------------------------ | ----------------------------------------------------------------------------------------------- | ----------------------------------------------------------------------------------------------- | ----------------------------------------------------------------------------------------------- | ----------------------------------------------------------------------------------------------- | ----------------------------------------------------------------------------------------------- |
| Motor:                         | 6-cyl boxermotor                                                                                | 6-cyl boxermotor                                                                                | 6-cyl boxermotor                                                                                | 6-cyl boxermotor med turbo                                                                      | 6-cyl boxermotor med turbo                                                                      |
| Cylindervolym:                 | 3600 cm³                                                                                        | 3797 cm³                                                                                        | 3600 cm³                                                                                        | 3600 cm³                                                                                        | 3600 cm³                                                                                        |
| Borrning x slaglängd:          | 100,0 x 76,4 mm                                                                                 | 102,7 x 76,4 mm                                                                                 | 100,0 x 76,4 mm                                                                                 | 100,0 x 76,4 mm                                                                                 | 100,0 x 76,4 mm                                                                                 |
| Max effekt vid varvtal:        | 415 hk vid 7 600 v/min                                                                          | 435 hk vid v/min                                                                                | 415 hk vid 7 600 v/min                                                                          | 530 hk vid 6 500 v/min                                                                          | 620 hk vid 6 500 v/min                                                                          |
| Max vridmoment vid varvtal:    | 405 Nm vid 5 500 v/min                                                                          | 430 Nm vid v/min                                                                                | 405 Nm vid 5 500 v/min                                                                          | 680 Nm vid 2200-4500 v/min                                                                      | 700 Nm vid 2250-5500 v/min                                                                      |
| Kompression:                   | 12,0 : 1                                                                                        |                                                                                                 | 12,0 : 1                                                                                        | 9,0 : 1                                                                                         | 9,0 : 1                                                                                         |
| Ventilstyrning:                | Dubbla överliggande kamaxlar per cylinderrad, variabla ventiltider                              | Dubbla överliggande kamaxlar per cylinderrad, variabla ventiltider                              | Dubbla överliggande kamaxlar per cylinderrad, variabla ventiltider                              | Dubbla överliggande kamaxlar per cylinderrad, variabla ventiltider                              | Dubbla överliggande kamaxlar per cylinderrad, variabla ventiltider                              |
| Kylning:                       | Vätskekylning                                                                                   | Vätskekylning                                                                                   | Vätskekylning                                                                                   | Vätskekylning                                                                                   | Vätskekylning                                                                                   |
| Kraftöverföring:               | 6-växlad växellåda, bakhjulsdrift                                                               | 6-växlad växellåda, bakhjulsdrift                                                               | 6-växlad växellåda, bakhjulsdrift                                                               | 6-växlad växellåda, bakhjulsdrift                                                               | 6-växlad växellåda, bakhjulsdrift                                                               |
| Bromsar:                       | Ventilerade skivbromsar, ABS Tillval på GT3, standard på RS och GT2: keramiska skivbromsar, ABS | Ventilerade skivbromsar, ABS Tillval på GT3, standard på RS och GT2: keramiska skivbromsar, ABS | Ventilerade skivbromsar, ABS Tillval på GT3, standard på RS och GT2: keramiska skivbromsar, ABS | Ventilerade skivbromsar, ABS Tillval på GT3, standard på RS och GT2: keramiska skivbromsar, ABS | Ventilerade skivbromsar, ABS Tillval på GT3, standard på RS och GT2: keramiska skivbromsar, ABS |
| Hjulupphängning fram:          | Undre tvärlänkar, McPhersonben, skruvfjädrar, krängningshämmare                                 | Undre tvärlänkar, McPhersonben, skruvfjädrar, krängningshämmare                                 | Undre tvärlänkar, McPhersonben, skruvfjädrar, krängningshämmare                                 | Undre tvärlänkar, McPhersonben, skruvfjädrar, krängningshämmare                                 | Undre tvärlänkar, McPhersonben, skruvfjädrar, krängningshämmare                                 |
| Hjulupphängning bak:           | Multilänkaxel, skruvfjädrar, krängningshämmare                                                  | Multilänkaxel, skruvfjädrar, krängningshämmare                                                  | Multilänkaxel, skruvfjädrar, krängningshämmare                                                  | Multilänkaxel, skruvfjädrar, krängningshämmare                                                  | Multilänkaxel, skruvfjädrar, krängningshämmare                                                  |
| Kaross:                        | Självbärande stålkaross med fast bakspoiler                                                     | Självbärande stålkaross med fast bakspoiler                                                     | Självbärande stålkaross med fast bakspoiler                                                     | Självbärande stålkaross med fast bakspoiler                                                     | Självbärande stålkaross med fast bakspoiler                                                     |
| Spårvidd fram/bak:             | 1497/1524 mm                                                                                    |                                                                                                 | 1497/1558 mm                                                                                    |                                                                                                 |                                                                                                 |
| Hjulbas:                       | 2355 mm                                                                                         | 2355 mm                                                                                         | 2360 mm                                                                                         | 2350 mm                                                                                         | 2350 mm                                                                                         |
| Fälgar, däck:                  | Fram: 8,5Jx19 med 235/35 ZR19 Bak: 12Jx19 med 305/30 ZR19                                       | Fram: 8,5Jx19 med 235/35 ZR19 Bak: 12Jx19 med 305/30 ZR19                                       | Fram: 8,5Jx19 med 235/35 ZR19 Bak: 12Jx19 med 305/30 ZR19                                       | Fram: 8,5Jx19 med 235/35 ZR19 Bak: 12Jx19 med 325/30 ZR19                                       | Fram: 9Jx19 med 245/35 ZR19 Bak: 12Jx19 med 325/30 ZR19                                         |
| Längd x bredd x höjd:          | 4445 x 1808 x 1280 mm                                                                           |                                                                                                 | 4460 x 1852 x 1280 mm                                                                           | 4468 x 1852 x 1285 mm                                                                           | 4468 x 1852 x 1285 mm                                                                           |
| Tomvikt:                       | 1470 kg                                                                                         |                                                                                                 | 1450 kg                                                                                         | 1515 kg                                                                                         | 1445 kg                                                                                         |
| Topphastighet:                 | 310 km/h                                                                                        | 312 km/h                                                                                        | 310 km/h                                                                                        | 329 km/h                                                                                        | 330 km/h                                                                                        |
| Acceleration 0 – 100 km/h:     | 4,3 s                                                                                           | 4,1 s                                                                                           | 4,3 s                                                                                           | 3,7 s                                                                                           | 3,5 s                                                                                           |
| Bränsleförbrukning per 100 km: | 12,8 l                                                                                          |                                                                                                 | 12,8 l                                                                                          | 12,5 l                                                                                          | 11,9 l                                                                                          |